# Erik Bergendal
Erik Hjalmar Bergendal, född 30 augusti 1886 i Karlstad, död 26 januari 1957 i Stockholm, var en svensk ämbetsman.
Bergendal avlade juris kandidatexamen vid Uppsala universitet 1909, Han blev tillförordnad fiskal i Göta hovrätt 1914 och assessor där 1918. Bergendal blev 1919 tillförordnad revisionssekreterare, 1922 ledamot av Justitiedepartementets lagavdelning och 1924 hovrättsråd i Göta hovrätt. Han utnämndes 1924 till revisionssekreterare och 1931 till hovrättsråd i Svea hovrätt och förordnades 1940 till divisionsordförande, 1947–1948 med titeln lagman. Bergendal var 1936–1946 ordförande i sinnessjuknämnden 1938–1940 ledamot av kommittén för utredning rörande reformering av lagstiftningen om förmögenhetsbrotten och 1940–1947 ordförande i Vattenöverdomstolen. Han publicerade ett stort antal uppsatser i Svensk Juristtidning framför allt i straffrättsliga frågor.
Erik Bergendal var son till kyrkoherden Henrik Bergendal och Gerda Lamberg samt brorson till David Bergendal. Han gifte sig 1922 med Gertrud Svedfelt (1890–1977), dotter till bankkamrer Adolf Svensson och Anna Wedin. Makarna vilar i hennes familjegrav på Norra begravningsplatsen utanför Stockholm.